# (103) Héra
Pour les articles homonymes, voir Héra (homonymie).
(103) Héra (désignation internationale (103) Hera) est un astéroïde de la ceinture principale découvert par James Craig Watson le 7 septembre 1868.
Son nom se réfère à la déesse Héra.

## Compléments